# تفجير إسطنبول 2022
تفجير إسطنبول 2022 أو انفجار شارع الاستقلال هو تفجير حدث في 13 تشرين الثاني/نوفمبر 2022 في شارع الاستقلال في حي بك أوغلي وسط مدينة إسطنبول في الساعة 16:20 (13:20 ت.غ.). تسبَّبَ الهجوم بحسبِ حصيلة أولية أعلن عنها حاكم إسطنبول، علي يرلي كايا في سقوط 6 قتلى و81 جريحًا.

## خلفيّة
تعرضت تركيا لسلسلةٍ من التفجيرات الكبيرة والملحوظة بين عامي 2015 و2017 من قبل تنظيم الدولة الإسلامية (داعش) وعددٍ من الجماعات الكردية، حيث استُهدف شارع الاستقلال تحديدًا في سلسلة من الهجمات التي غالبًا ما تصفها أنقرة بـ «الإرهابية» بين عامَي 2015 و2016، والتي أسفرت في المجموع عن سقوط 304 قتيل منهم عشرة من قوات الشرطة التركية، وجندي من الجيش، وإصابة 1338 شخص، منهم 62 من الشرطة و7 من الجيش.

## التفجير
بحسب موقع OdaTV الإخباري التركي، فإن الانفجار ناجم عن عبوة ناسفة، وكانت امرأة مجهولة متورطة في التفجير. تسبب الانفجار في تحطيم النوافذ وأظهرت الصور المتداولة على وسائل التواصل الاجتماعي أشخاصًا ينزفون. هرع رجال الإطفاء وعربات الإسعاف إلى مكان الحادث لتقديم الإسعافات الأولية. نصبت الشرطة محيطًا حول موقع التفجير ومنعت الناس من القدوم إلى ميدان تقسيم.

## التحقيق
على الرغم من تحديد بعض الجوانب الرئيسية للحدث، إلا أنه لم يتضح بعد الدافع وراء التفجير. نفى الرئيس التركي رجب طيب أردوغان أن يكون ذلك هجومًا إرهابيًا، لكن التقارير الأولية لحاكم إسطنبول بدت وكأنها كانت محتملة.

### المنفذ
ألقت الشرطة التركية علي السيدة المشتبه فيها بتنفيذ عملية التفجير، وهي سيدة سورية تدعى «أحلام البشير»، دخلت تركيا بشكل غير قانوني من منطقة عفرين في سورية قبل أسبوع من التفجير، وقد عُثر معها على مسدس ومخزن للرصاص وكمية من المال، بالعملة التركية واليورو.
وقالت مصادر أمنية تركية إن المتهمة بتنفيذ هجوم إسطنبول درّبها حزب العمال الكردستاني ووحدات حماية الشعب الكردية المصنفتين كمنظمات إرهابية في تركيا وقامت بالعديد من الهجمات منذ سبعينيات القرن الماضي، وقد نفي حزب العمال الكردستاني ووحدات حماية الشعب مسؤوليتهم عن التفجير، حيث قالت أنها لا تستهدف المدنيين في عملياتها، وقد اعترفت المتهمة أحلام أثناء التحقيق بانتمائها لوحدات حماية الشعب وحزب العمال الكردستاني وحزب الاتحاد الديمقراطي، وذكر بيان مديرية الأمن الإثنين أنّ المتهمة تلقت تدريبات لتصبح عنصر استخبارات على يد المنظمة الكردية شمالي سوريا.

## موقع الانفجار
يعتبر شارع الاستقلال أحد شوارع مدينة إسطنبول الرئيسية. يتفرع من ميدان تقسيم، وهو شارع مخصص للمشاة، كما يُوجد به العديد من المحلات التجارية والمقاهي والمطاعم، والذي يعتبر وجهة أساسية للسياح الذين يزورون المدينة.

## بعد التفجير
بعد حوالي ساعة من وقوع التفجير، حُظر البث عن قصر عدل اسطنبول، وذلك لجميع الأخبار المرئية والمسموعة ومواقع التواصل الاجتماعي المتعلقة بالحادث، كما انخفضت سرعات الإنترنت في جميع أنحاء تركيا بشكل ملحوظ بعد هذا الحادث.
وفقًا لقناة أودا تي في، فإن الانفجار ناتج عن عبوة ناسفة، وأن المشتبه به امرأة، وعلى الرغم من تحديد بعض الجوانب الرئيسية للحادث، إلا أنه لم يتضح بعد الدافع وراء التفجير.
قرر مكتب مكافحة الإرهاب في إسطنبول تعليق حقوق الدفاع عن المشتبه بهم وكذلك حقوق مستخدمي الإنترنت الذين تبادلوا «معلومات سلبية» حول الهجوم على مواقع التواصل الاجتماعي.

## ردود الفعل

### المحلية
- تفقد رئيس بلدية إسطنبول أكرم إمام أوغلو موقع التفجير ووزير الصحة فخر الدين قوجة يعالج الضحايا في المستشفيات القريبة.[16]
- أعرب العديد من القادة السياسيين عن تعازيهم لوسائل الإعلام، وأشاروا أيضًا إلى أن الحدث كان حالة إرهاب.[27]
- وصف الرئيس التركي رجب طيب أردوغان التفجير بأنه «هجوم دنيئ».[28] وأضاف: «سنكشف عن منفذي التفجير وسينالون العقاب... لن يصل الإرهاب إلى هدفه» مؤكّدًا أنّ «العناصر التي تحاول النيل من الدولة التركية لن تحقق طموحها».[29]
- قال زعيم حزب الشعب الجمهوري كمال كليجدار أوغلو: «علينا أن نتحد ضد جميع أشكال الإرهاب، وأن نرفع صوتنا موحدًا ضد كل أنواعه، بغض النظر عن مصدره، ويجب أن يعبر 85 مليون شخص يعيشون في هذا البلد عن نفس الشيء».[30]

### الدولية
- روسيا: «علمنا ببالغ الأسى سقوط عدد كبير من القتلى والجرحى جراء الانفجار الذي وقع في شارع الاستقلال في إسطنبول، نعرب عن خالص تعازينا لذوي الضحايا وللشعب التركي، ونتمنى الشفاء العاجل للضحايا»[31]
- السعودية: أعربت وزارة الخارجية في بيان عن «إدانة السعودية بأشد العبارات التفجير الإرهابي الذي استهدف منطقة تقسيم وسط إسطنبول، وأدى إلى وفاة وجرح عددٍ من المدنيين».[32]
- الإمارات: «دولة الإمارات تدين بشدة التفجير الإرهابي في اسطنبول»[33]
- الأردن: «أحر مشاعر التعازي والمواساة للجمهورية التركية الشقيقة بضحايا التفجير الإرهابي الذي وقع في منطقة تقسيم في إسطنبول"، "الإرهاب عدوٌّ مشتركٌ تدينه المملكة بكل أشكاله»[34]
- مصر: «خالص تعازي مصر لذوي الضحايا والشعب التركي، متمنياً الشفاء العاجل للمصابين»[35]
- الصومال: قال رئيس الوزراء الصومالي حمزة عبدي بري في بيان، «ندين بشدة الهجوم الإرهابي الذي وقع مساء اليوم الأحد في منطقة تقسيم وسط إسطنبول»
- فلسطين: "التفجير ووصفته بـ«الهجوم الإرهابي الجبان». وأكد الرئيس الفلسطيني محمود عباس في بيان، نشرته وكالة الأنباء الرسمية «تضامن الشعب الفلسطيني وقيادته ووقوفهم الكامل مع الشعب التركي والقيادة التركية».[36][37] وأدانت حركة المقاومة الإسلامية "حماس" بشدّة التفجير وقالت في بيان: «ندين في حماس التفجير الإجرامي الآثم الذي استهدف المدنيين في شارع الاستقلال بمدينة إسطنبول التركية اليوم، وأدّى إلى وقوع العديد من الضحايا والمصابين الأبرياء». وأعربت عن تضامنها الكامل مع جمهورية تركيا الشقيقة، قيادة وشعبًا، سائلين الله تعالى الرحمة للضحايا والشفاء العاجل للجرحى، وأن يحفظ تركيا وشعبها العزيز من كل مكروه وسوء.[38]
- أذربيجان: أعرب الرئيس الأذربيجاني، إلهام علييف، عن بالغ حزنه وأسفه إزاء تلقّي نبأ وقوع انفجار وسط إسطنبول.[39]
- باكستان: قال رئيس الوزراء الباكستاني، شهباز شريف، في تغريدة له، إنّ باكستان حكومةً وشعبًا، تُعزّي «الشعب التركي الشقيق» في ضحايا انفجار شارع الاستقلال، وتدعو للمصابين بالشفاء العاجل. أما وزير الخارجية الباكستاني، بيلاوال بوتو زرداري، فقد أعرب عن حزنه إزاء وقوع ضحايا في الانفجار المذكور، مؤكدًا تضامنهم مع الشعب التركي. وندّد عمران خان، رئيس الوزراء الباكستاني السابق، بـ «الاعتداء الإرهابي» الذي وقع في إسطنبول.[39]
- أوزبكستان: أعرب وزير الخارجية الأوزبكي فلاديمير نوروف عن تعازيه وتمنياته للمصابين بالشفاء العاجل.[40]
- أوكرانيا: الرئيس الأوكراني فولوديمير زيلينسكي أدان الهجوم وقال إن «حزن الشعب التركي هو أيضا لنا».[41]
- اليونان: ندد وزير الخارجية نيكوس ديندياس بالهجوم وقال «بخصوص الانفجار الذي وقع في اسطنبول في وقت سابق اليوم، تدين اليونان الإرهاب بشكل قاطع وتقدم تعازيها الصادقة للحكومة التركية والشعب التركي».[42]
- فرنسا: ندد الرئيس الفرنسي إيمانويل ماكرون بالهجوم وقال «نشارك في حزنك، ونحن نقف جنبًا إلى جنب في مكافحة الإرهاب».[43]

### منظمات دولية
- الاتحاد الأوروبي: ندد رئيس المجلس الأوربي، شار ميشيل بالهجوم وقال في تغريدة على التويتر: «أعزي ذوي الضحايا وأتمنى الشفاء العاجل للمصابين، نقف إلى جانب الشعب التركي في هذا الوقت العصيب».[44]
- حلف الناتو: أعرب ينس ستولتنبرغ الأمين العالم لحلف شمال الاطلسي عن تعازيه لشعب التركي وقال إن «مشاهد التفجير كانت مروعة للغاية» وأضاف قائلًا «نتضامن مع تركيا الحليفة في الناتو».[45]